# Eurya rengechiensis
Eurya rengechiensis är en tvåhjärtbladig växtart som beskrevs av Yamamoto. Eurya rengechiensis ingår i släktet Eurya och familjen Pentaphylacaceae. Inga underarter finns listade i Catalogue of Life.